# Magnus Enckell
Knut Magnus Enckell (9 de novembro de 1870 – 27 de novembro de 1925) foi um pintor finlandês.

## Vida
Enckell foi o mais jovem dos seis filhos de um vigário de um pequeno povoado na região leste da Finlândia. Estudou pintura em Helsinki.

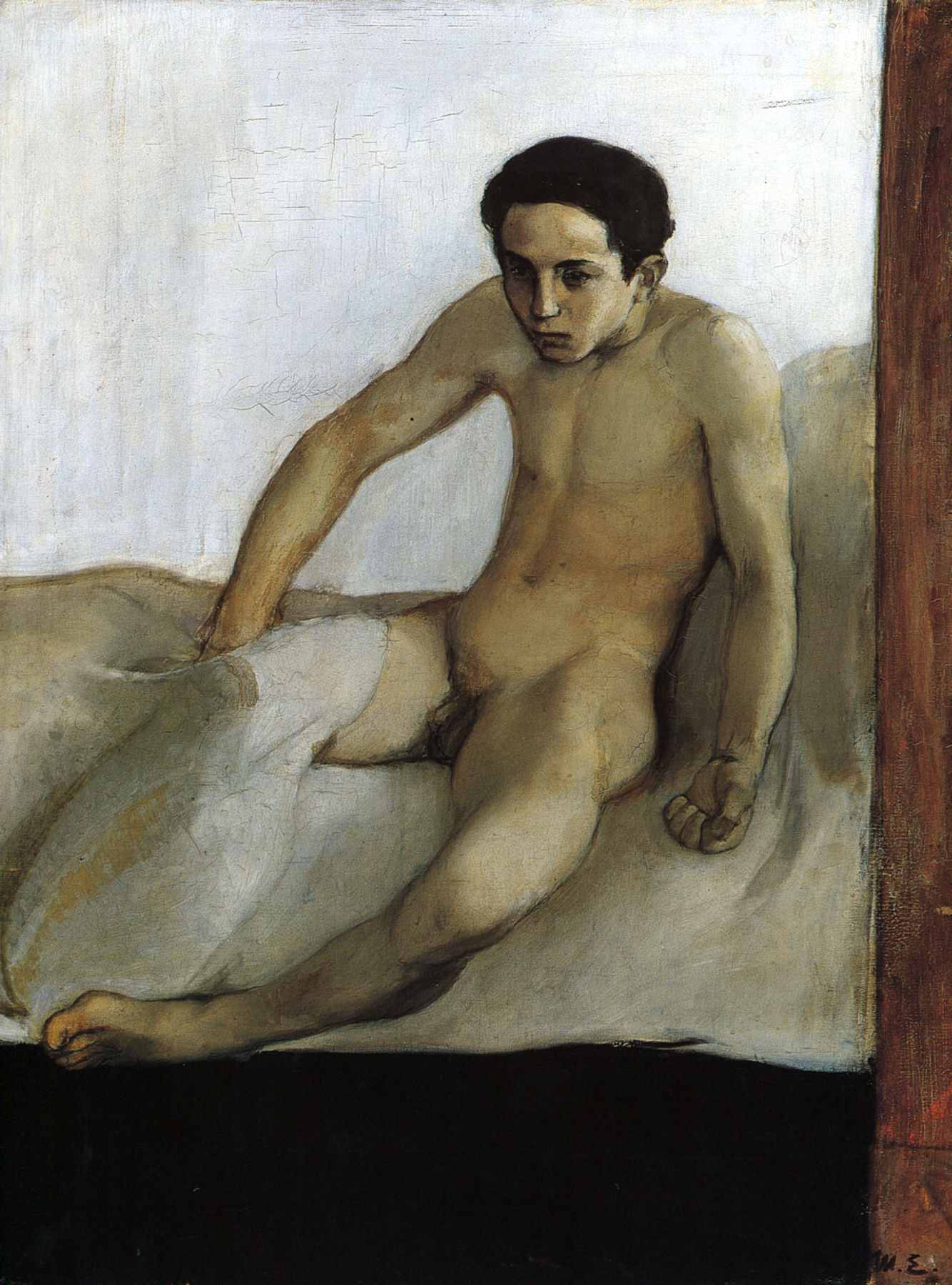
O despertar (1893).

Enckell foi o primeiro artista finlandês a romper com o naturalismo, estilo dominante durante sua formação em Helsinki, entre 1889 e 1891. Em 1891, viajou para Paris pela primeira vez, onde estudou com Jules Joseph Lefebvre e com Benjamin Constant na Académie Julian, aproximando-se do Simbolismo. Fortemente influenciado por Pierre Puvis de Chavannes, interessou-se pelo que era à época um movimento novo, incorporando também ideias da literatura simbolista.
Durante sua estadia na Grã-Bretanha, pintou seus quadros Autorretrato e Mulher Bretã. Entusiasmou-se com a pintura do Renascimento  e com as ideias de Sâr Péladan sobre o idealismo e o misticismo, adotando o padrão de beleza andrógina que aplicou posteriormente em suas obras.

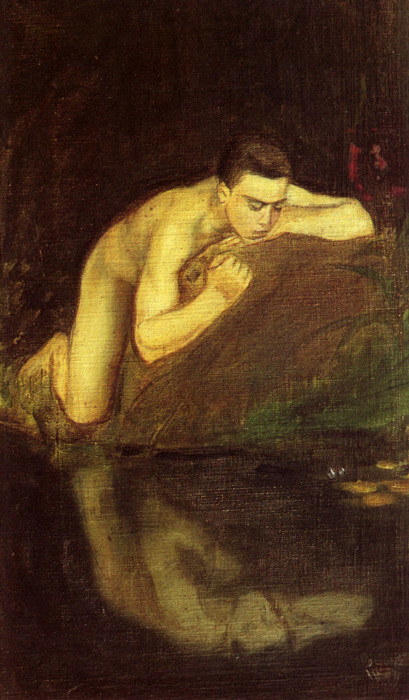
"Narciso".

Em sua segunda temporada em Paris, em 1893, pintou O despertar, no qual usou uma composição rigorosa e cores transparentes para sugerir uma atmosfera espiritual.
Enckell era homossexual, o que se reflete em suas pinturas eróticas, nas quais se encontram retratos bastante desinibidos para a moral daquele período. Pintou diversas vezes homens jovens nus. Isso não seria pouco usual per se, mas ele lhes atribuía uma carga erótica que não era comum entre seus contemporâneos.

Em 1894 e 1895 viajou a Milão, Florença, Rávena, Siena e Veneza.

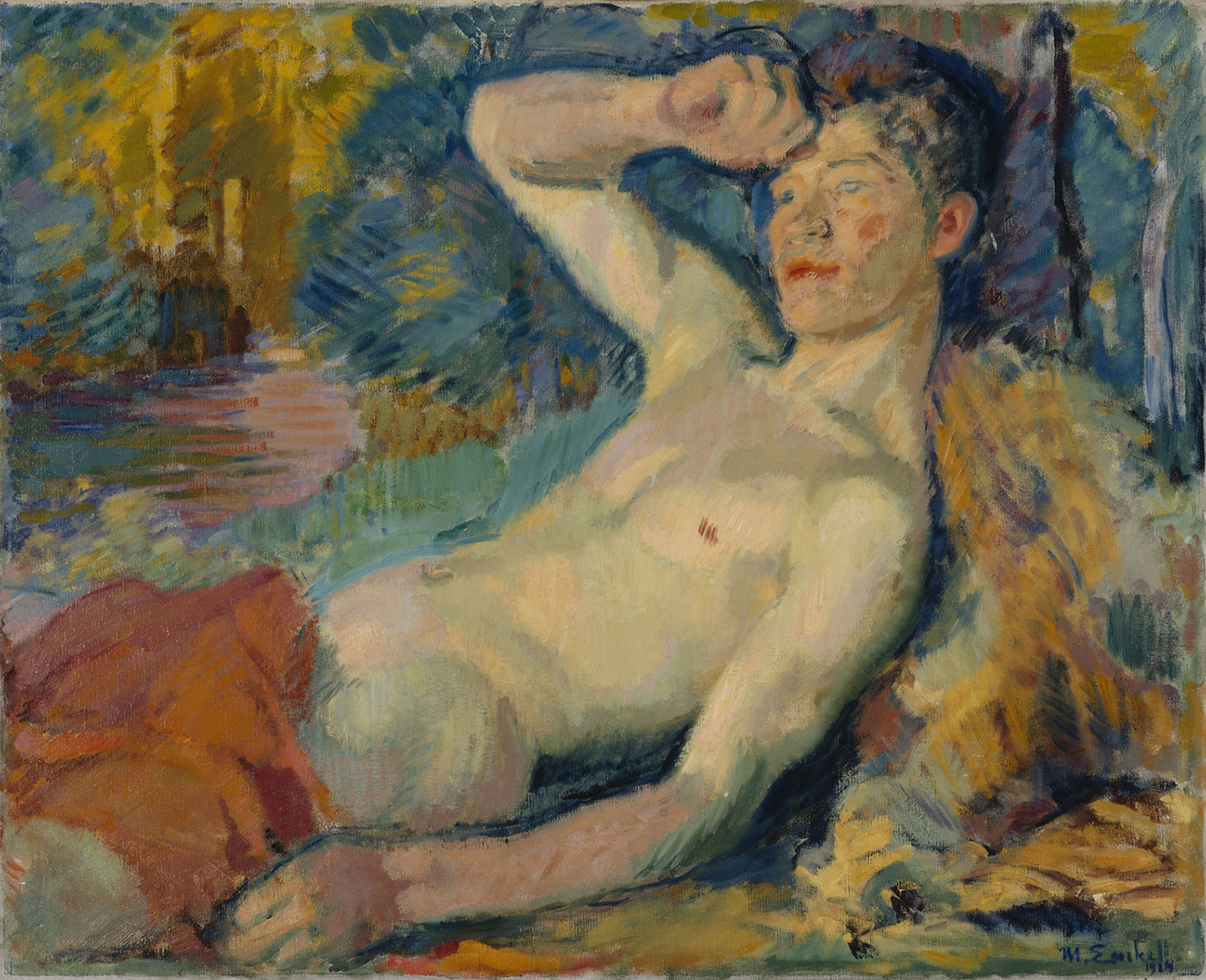
O Fauno (1914).